# Dennis Willekens
Dennis Willekens (Haarlem, 28 april 1984) is een Nederlands acteur. Hij speelt vooral in musicals, maar raakte in Nederland bekend om zijn rol in de scripted reality-serie Mijn Vieze, Vette, Vervelende Verloofde waarin hij de zogenaamde verloofde van Laura Ponticorvo speelde. Hij heeft ook diverse gastrollen gehad in tv-series als Flikken Maastricht, Moordvrouwen, Heer & Meester, en Levenslied.
Willekens heeft in zijn leven veel animatiewerk gedaan voor camping De Berenkuil in Grolloo, Drenthe. Daar was hij lid van het animatieteam, waarbij hij onder andere activiteiten organiseerde als Berenpret en de terugkerende BASP. Ook bedacht Willekens samen met Thomas Olsthoorn voor de camping een aantal liedjes die tijdens de Berenpret gezongen worden. Na zijn acteerdebuut in musicals en series besloot hij het animatieteam te verlaten.
In 2015 werd hij genomineerd voor een Musical Award in de categorie 'Beste mannelijke bijrol in een grote musical' voor zijn rol in Billy Elliot.